# Peter von Winter
Peter Winter (bautizado el 28 de agosto de 1754 – 17 de octubre de 1825) fue un compositor de ópera alemán posterior a Mozart y anterior a Weber, que sirvió como puente entre los dos en el desarrollo de la ópera alemana. (Su nombre se da a veces como Peter Winter.)

## Biografía
Von Winter nació en Mannheim. Un niño prodigio con en el violín, tocaba en la orquesta de la Corte de Mannheim. Estudió con Antonio Salieri en Viena. Se mudó a Múnich en 1778, llegando a ser director del teatro de la Corte donde empezó a escribir obras para el teatro, al principio ballets y melodramas. Llegó a ser Vice-Kapellmeister en Múnich en 1787 y Kapellmeister (maestro de Capilla) en 1798, un título que mantuvo el resto de su vida.
De la más de treinta óperas escritas por von Winter entre 1778 y 1820 muy pocos no tuvieron éxito. Su obra más popular, Das unterbrochene Opferfest (El sacrificio interrumpido), fue producida en 1796 en Viena, donde en 1797-1798 compuso Die Pyramiden von Babylon (las pirámides de Babilonia) y Das Labyrinth oder Der Kampf mit den Elementen (El laberinto o la lucha contra los elementos), ambas escritas para él por Emanuel Schikaneder, como continuación de la historia de La flauta mágica de Mozart. Regresó a Múnich en 1798.
Cinco años más tarde visitó Londres, donde produjo La grotta di Calipso (La cueva de Calipso en 1803, Il ratto di Proserpina (El rapto de Proserpina) en 1804 (ambas con libretos de  Lorenzo Da Ponte), y Zaira en 1805, con gran éxito. Maometto (1817) es probablemente su  ópera más famosa, todavía se representa a veces y existe una grabación excelente en CD. Su última ópera, Der Sänger und der Schneider (El cantante y el sastre), fue producida en 1820 en Múnich, donde murió.
Además de sus obras dramáticos compuso conciertos para viento y orquesta y algo de música sacra, incluyendo 26 misas.

## Obras

### Óperas
Von Winter escribió óperas en alemán, francés e italiano.
- Bellerophon, Singspiel serio, libreto de Johann Friedrich Binder de Krieglstein, 1785, Múnich.
- Der Bettelstudent oder das Donnerwetter (El estudiante mendigo o la tormenta), Singspiel, libreto de Paul Weidmann, basada en La cueva de Salamanca de Miguel de Cervantes, Múnich, 2 de febrero de 1785.
- Antigona (Opera seria, libreto de Marco Coltellini, 1791, Nápoles)
- Belisa, ossia La fedeltа riconosciuta (Belisa o la lealtad reconocida), drama tragicómico, libreto de Alessandro Pepoli, 1794, Venecia.
- Catone in Utica, (Drama con música, libreto de Pietro Metastasio, Venecia, 1791)
- Colmal (Ópera heroica, libreto de Matthäus von Collin, basado en Ossian, Múnich, 15 de septiembre de 1809)
- Die beiden Blinden, (los dos ciegos), Singspiel, libreto de Franz Ignaz de Holbein, 1810, Múnich.
- Cora und Alonzo (melodrama, libreto de J. M. de Babo, 1778, Münich)
- Lenardo und Blandine (melodrama, libreto de J. F. de Göz, basándose en Gottfried August Bürger, 1779, Múnich)
- Reinhold und Armida (melodrama, libreto de J. M. de Babo, basado en la Jerusalén liberada de Torquato Tasso, 1780, Múnich)
- Helena und Paris (Elena y Paris), libreto de K. J. Förg, según Ranieri de' Calzabigi, Múnich, 5 de febrero de 1782.
- Circe (Opera seria, libreto de D. Perelli), no representada
- Medea und Jason, (Medea y Jasón), melodrama, libreto de A. C. de Törring-Seefeld, 1789, Múnich.
- Psyche (Singspiel heroico, libreto de Carl Friedrich Müchler, 1790, Múnich)
- Jery und Bäteli (Singspiel, libreto de Johann Wolfgang von Goethe, 1790, Múnich)
- Das Lindenfest, oder Das Fest der Freundschaft (El Festival de Linden, o La Fiesta de la Amistad ), Opereta no representada.
- Scherz, List und Rache (Scapin und Scapine) (Singspiel, libreto de Johann Wolfgang von Goethe, 1790, Múnich)
- Il sacrifici di Creta ossia Arianna e Teseo (Los sacrificios de Creta o Ariadna y Teseo), Drama con música, libreto de Pietro Pariati, Venecia, 1792.
- I fratelli rivali (Los hermanos rivales), Drama lúdico, libreto de M. Botturini, 1793, Venecia.
- Die Thomasnacht (la Noche de Tomás), ópera cómica, 1795, Bayreuth.
- Ogus o sia Il trionfo del bel sesso (Drama lúdico, libreto de Giovanni Bertati, Praga, 1795)
- I due vedovi (libreto de Giovanni de Gamerra, 1796, Viena)
- Das unterbrochene Opferfest (El Sacrificio interrumpido) (ópera heroico-cómica, libreto de Franz Xaver Huber, Viena, 14 de junio de 1796)
- Babylons Pyramiden, Las pirámides de Babilonia, ópera heroico-cómica, libreto de Emanuel Schikaneder, Viena, 25 de octubre de 1797.
- Pigmalione (Drama semiserio, 1797, Múnich)
- Das Labyrinth oder Der Kampf mit den Elementen. Der Zauberflöte zweyter Theil (ópera heroico-cómica, libreto de Emanuel Schikaneder, Theater auf der Wieden, Viena, 12 de junio de 1798)
- Der Sturm (Große Oper, libreto de F. X. Kaspar, basada en La tempestad de William Shakespeare, 1798, Múnich)
- Marie von Montalban (Singspiel, libreto de Karl Reger, basado en Johann Nepomuk Komarek, Múnich, 28 de enero de 1800)
- Tamerlan (libreto de E. Morel de Chédeville, basado en L'orphelin de la Chine de Voltaire, París, 14 de septiembre de 1802)
- La grotta di Calipso, la cueva de Calipso (Opera seria, libreto de Lorenzo da Ponte, Londres, 3 de mayo de 1803)
- Il trionfo dell'amor fraterno (El triunfo del amor fraterno), Opera seria, libreto de Lorenzo da Ponte, Londres, 22 de marzo de 1804.
- Il ratto di Proserpina, el rapto de Proserpina, Opera seria, libreto de Lorenzo da Ponte, Londres, 3 de mayo de 1804.
- Zaira (libreto de Lorenzo da Ponte, basado en Voltaire, Londres, 29 de enero de 1805)
- Der Frauenbund (La federación de mujeres), ópera cómica, libreto de J. M. de Babo, 1805, Múnich)
- Salomons Urtheil (1808, Múnich)
- Maometto (Tragedia, libreto: Felice Romani, basado en Voltaire, la Scala de Milán, 28 de enero de 1817)
- I due Valdomiri (Opera seria, libreto de Felice Romani, Milán, 26 de diciembre de 1817)
- Etelinda (Opera semiseria, libreto de Giuseppe Rossi, Milán, 23 de marzo de 1818)
- Der Sänger und der Schneider (Singspiel, libreto de Friedrich de Drieberg, 1820, Múnich)

### Música sinfónica
- Sinfonías:
  - n.º 1 re mayor;
  - n.º 2 fa mayor;
  - n.º 3 en si-bémol mayor (publicada en 1795) ;
  - Sinfonía en ré mayor « Schweriner » (sin fecha)
- Concierto para clarinete y orquesta en mi-bémol mayor (antes de 1793)
- Concierto pour oboe et orquesta en fa mayor (1811)
- Concerto para contrabajo y orquesta
- Obertura para gran orquesta en do menor op. 24 (1817)
- Seis Entreactos (1807-1811)

Concerto for Clarinet & Bassoon in E-flat major

### Ballets
Todos representados en Múnich
- Pyramus und Tisbe (1779)
- La mort d'Hector (1779)
- Die Liebe Heinrichs IV. und der Gabriele oder Die Belagerung von Paris (1779)
- Der französische Lustgarten (1779)
- Baierische Lustbarkeiten oder Die Heirat durch Gelegenheit (1779)
- Ines de Castro (1780)
- Vologesus (Il trionfo della verità) (1786)
- La mort d'Orphée et d'Euridice (1792)

### Música sacra
- Missa brevis
- Missa solemnis
- Missa (1799)
- Pastoralmesse (1805)
- Requiem para Jose II para 4 voces y orquesta (1790)
- Misa de Requiem para 4 voces y orquesta
- Diversos salmos para voces solistas, coro y orquesta
- 2 Te Deum
- Stabat Mater
- Numerosas misas